# Echeveria zorzaniana
Echeveria zorzaniana är en fetbladsväxtart som beskrevs av J.Reyes och Brachet. Echeveria zorzaniana ingår i släktet Echeveria och familjen fetbladsväxter. Inga underarter finns listade i Catalogue of Life.